# Jarlsberg
Jarlsberg é uma variedade norueguesa de queijo fabricada com leite de vaca. É um  queijo semi-duro, apresentando grandes buracos em sua massa, casca dura e um sabor adocicado de nozes, podendo ser também defumado. Possui textura amanteigada e o cheiro é adocicado. É consumido tradicionalmente puro, embora a culinária moderna da Noruega o insira em diversos pratos frios, e, mais raramente, quentes. 